# Gradska i prigradska željeznica u Beogradu
Gradska i prigradska željeznica u Beogradu naziv je za dva željeznička sustava prijevoza putnika u glavnom gradu Republike Srbije.

## Povijest
Kako je Beograd trenutačno (podatak iz 2013. godine) jedan od najvećih gradova u Europi koji nema podzemnu željeznicu, nastaje velik problem u svakodnevnom gradskom i prigradskom prometu. Počevši od 1950., tijekom godina bilo je više inicijativa za gradnju metro sustava u punom profilu, kao i one za gradnju lakog tračničkog sustava. Međutim, iako su pojedini planovi i usvojeni, nijedan nije krenuo u realizaciju. Ipak, danas, iako nisu dostatni niti moderni, postoje dva željeznička sustava koji obavljaju prijevoz putnika na gradskom i prigradskom području – Beovoz i BG VOZ. Sustavi nisu u potpunosti odvojeni, te zajednički koriste pojedine postaje i dijelove tračnica, poput primjerice postaje Vukov spomenik. Malim dijelom prometuju i pod zemljom.

## Beovoz
Beovoz je sustav beogradske prigradske željeznice, u promet pušten 1992. godine.  Njime upravlja tvrtka Željeznice Srbije, a zadaća mu je povezivati prigradska naselja i gradove iz uže okoline Beograda sa središnjim gradskim zonama. Prometuje na 4 linije:
- Linija 1: Pančevački most – Pančevo Vojlovica
- Linija 2: Beograd centar (Prokop) – Mladenovac
- Linija 3: Pančevo Vojlovica – Valjevo
- Linija 4: Batajnica – Inđija
- Linija 5: Beograd centar (Prokop) – Inđija

## BG VOZ
BG VOZ sustav je gradske željeznice u Beogradu, u promet pušten 2010. godine. Njime zajednički upravljaju Grad Beograd, GSP (Gradsko saobraćajno poduzeće) te tvrtka Željeznice Srbije. Zadaća mu je prijevoz putnika na užem gradskom području. Prometuje na jednom liniji, ima 9 postaja te spaja Batajnicu i Pančevački most. U planu je modernizacija i uvođenje druge linije.